# 安赫利夫卡 (特諾皮爾區)
49°32′58″N 25°49′30″E / 49.54944°N 25.82500°E
安赫利夫卡（羅馬化：Anhelivka）是烏克蘭的村落，位於該國西部捷爾諾波爾州，由捷爾諾波爾區負責管轄，始建於十七世紀，面積1.1平方公里，海拔高度313米，2001年人口590。